# Двоичное разбиение пространства
Двоичное разбиение пространства (англ. binary space partitioning) — метод рекурсивного разбиения евклидова пространства в выпуклые множества и гиперплоскости. В результате объекты получают представление в виде структуры данных, называемой BSP-деревом.
BSP-дерево используется для эффективного выполнения следующих операций в трёхмерной компьютерной графике:
- Сортировка визуальных объектов в порядке удаления от наблюдателя;
- Обнаружение столкновений.

BSP-деревья были впервые применены специалистами компании LucasArts в начале 80-х годов. Популярность у разработчиков они завоевали благодаря компании id Software, разработавшей движки Doom (1993) и Quake (1996).

## Обзор
В BSP-дереве каждый узел связан с разбивающей прямой или плоскостью в 2-мерном или 3-мерном пространстве соответственно. При этом все объекты, лежащие с фронтальной стороны плоскости, относятся к фронтальному поддереву, а все объекты, лежащие с оборотной стороны плоскости, относятся к оборотному поддереву. Для определения принадлежности объекта к фронтальной или оборотной стороне разбивающей прямой или плоскости необходимо исследовать положение каждой его точки. Положение точки относительно плоскости определяется скалярным произведением нормали плоскости и координат точки в однородных координатах. Возможно три случая:
1. Скалярное произведение больше 0 — точка лежит с фронтальной стороны плоскости;
2. Скалярное произведение равно 0 — точка лежит на плоскости;
3. Скалярное произведение меньше 0 — точка лежит с обратной стороны плоскости.

Если для всех точек объекта скалярное произведение больше или равно 0, то он относится к фронтальному поддереву. Если для всех точек объекта скалярное произведение меньше или равно 0, то он относится к оборотному поддереву. Если для всех точек объекта скалярное произведение равно 0, то не играет роли, к какому поддереву он принадлежит.
Если скалярные произведения для точек объекта имеют разный знак, то он рассекается разбивающей плоскостью так, чтобы полученные объекты лежали только с фронтальной или только с оборотной стороны.
Для каждого подузла BSP-дерева справедливо вышеприведенное утверждение, с тем исключением, что рассмотрению подлежат только те объекты, которые принадлежат к фронтальной или оборотной стороне разбивающей плоскости родительского узла.

## Построение дерева

Пример построения
1. A — корень и набор отрезков на плоскости целиком.
2. A делится на B и C.
3. B делится на D и E.
4. D делится на полностью выпуклые F и G, которые и становятся листьями дерева.

Вышеприведенное определение описывает только свойства BSP-дерева, но не говорит как его построить.
Как правило, BSP-дерево строится для набора отрезков на плоскости или полигонов в пространстве, представляющих некоторую фигуру или сцену.
Рассмотрим алгоритм построения BSP-дерева для набора полигонов в пространстве:
1. Если заданное множество полигонов пустое, то закончить алгоритм;
2. Для заданного множества полигонов выбрать разбивающую плоскость S;
3. Рассечь все полигоны, пересекающиеся с S;
4. Отнести все полигоны, находящиеся с фронтальной стороны S, к фронтальному поддереву F, а все полигоны, находящиеся с обратной стороны S, к оборотному поддереву B;
5. Выполнить алгоритм рекурсивно для множества полигонов фронтального поддерева F;
6. Выполнить алгоритм рекурсивно для множества полигонов оборотного поддерева B.

### Выбор разбивающей плоскости
Разбивающая плоскость выбирается таким образом, чтобы сбалансировать дерево, то есть чтобы число полигонов во фронтальном и оборотном поддереве было приблизительно одинаково:
min(|N(Fi) — N(Bi)|)
где N(Fi) — число полигонов с фронтальной стороны некоторой разбивающей плоскости i, N(Bi) — число полигонов с оборотной стороны разбивающей плоскости i.

## Применение

### Сортировка объектов в порядке удаления от наблюдателя
При сортировке объектов в порядке удаления от наблюдателя с помощью BSP-дерева исследуются взаимное расположение вектора и точки наблюдения (POV) и нормалей разбивающих плоскостей. Если нормаль разбивающей плоскости и вектор наблюдения сонаправлены, то фронтальное поддерево находится от наблюдателя дальше, чем оборотное, в противном случае оборотное поддерево находится от наблюдателя дальше, чем фронтальное. При этом, если разбивающая плоскость находится сзади наблюдателя, то сама плоскость, а также фронтальное или оборотное поддерево может быть не видны полностью. Рекурсивный алгоритм сортировки полигонов с помощью BSP-дерева следующий:
```
Процедура ОбойтиУзел(Узел)
  Если Узел <> ПустойУказатель
    Если ВекторыСонаправлены(ВекторНаблюдения, Узел.НормальРазбивающейПлоскости)
      Если СкалярноеПроизведение(ТочкаНаблюдения, Узел.НормальРазбивающейПлоскости) >= 0
        // Плоскость находится сзади наблюдателя, наблюдатель видит только фронтальное поддерево
        ОбойтиУзел(Узел.ФронтальноеПоддерево);
      Иначе
        // Плоскость находится спереди наблюдателя, 
        // фронтальное поддерево находится дальше оборотного
        ОбойтиУзел(Узел.ФронтальноеПоддерево);
        ДобавитьПолигонВСписокОтображения(Узел.Полигон);
        ОбойтиУзел(Узел.ОборотноеПоддерево);
      КонецЕсли;
    Иначе
      Если СкалярноеПроизведение(ТочкаНаблюдения, Узел.НормальРазбивающейПлоскости) >= 0
        // Плоскость находится спереди наблюдателя,
        // оборотное поддерево находится дальше фронтального
        ОбойтиУзел(Узел.ОборотноеПоддерево);
        ДобавитьПолигонВСписокОтображения(Узел.Полигон);
        ОбойтиУзел(Узел.ФронтальноеПоддерево);
      Иначе
        // Плоскость находится сзади наблюдателя, наблюдатель видит только оборотное поддерево
        ОбойтиУзел(Узел.ОборотноеПоддерево);
      КонецЕсли;
    КонецЕсли;
  КонецЕсли;
Конец;

```

Этот алгоритм можно оптимизировать, если учесть, что для некоторого набора полигонов дерево имеет вырожденную структуру, в том случае, когда для каждого полигона из этого набора все оставшиеся лежат только с фронтальной или только с оборотной стороны. Именно так сделал Джон Кармак в движке DOOM.
Алгоритм для ускорения из рекурсивного может быть преобразован в итеративный.

### Отсечение невидимых поверхностей
Отсечение невидимых поверхностей реализуется путём введения дополнительной информации в BSP-дерево, такой как рамки (bounding boxes, bounding spheres). Рамки — это прямоугольники или параллелепипеды, окружности или сферы, которые ограничивают область расположения полигонов некоторого поддерева. Таким образом, каждый узел имеет две рамки. Поддерево гарантированно невидимо, если зрительная пирамида не пересекается с ограничивающим объектом. Обратное неверно. Однако прямого утверждения достаточно, чтобы отсечь обработку существенного количества объектов.
Выбор геометрических объектов, которыми представлены рамки, исходит из простоты алгоритма проверки пересечения зрительной пирамиды с рамкой.

### Поиск столкновений
При поиске столкновений BSP-дерево используется для поиска плоскости, расположенной ближе всего к объекту. Чаще всего границы объекта задаются ограничиващей сферой (или окружностью) для упрощения вычислений. Выполняется обход BSP-дерева от корня до плоскости, расположенной ближе всего к объекту. При этом, если не обнаруживается пересечений ограничивающей сферы ни с одной плоскостью, то столкновения нет, в противном случае — есть.
Пример:
```
Процедура ПоискСтолкновения(Узел, Объект)
  Если Узел <> ПустойУказатель
    Если Расстояние(Узел.Плоскость, Объект.ЦентрОграничивающейСферы) > Объект.РадиусОграничивающейСферы
      Если СкалярноеПроизведение(Объект.ЦентрОграничивающейСферы, Узел.НормальРазбивающейПлоскости) >= 0
        // Объект находится с фронтальной стороны разбивающей плоскости,
        // обходим только фронтальное поддерево
        ПоискСтолкновения(Узел.ФронтальноеПоддерево, Объект);
      Иначе
        // Объект находится с обратной стороны разбивающей плоскости, 
        // обходим только оборотное поддерево
        ПоискСтолкновения(Узел.ОборотноеПоддерево, Объект);
      КонецЕсли;
    Иначе
      Вернуть ЕстьСтолкновение;
    КонецЕсли;
  Иначе
    Вернуть НетСтолкновения;
  КонецЕсли;
Конец;

```

Алгоритм для ускорения из рекурсивного может быть преобразован в итеративный.